# Comuna Amărăștii de Sus, Dolj
Amărăștii de Sus este o comună în județul Dolj, Oltenia, România, formată din satele Amărăștii de Sus (reședința) și Zvorsca.

## Demografie
Componența etnică a comunei Amărăștii de Sus
     Români (76,05%)
     Romi (15,9%)
     Alte etnii (0%)
     Necunoscută (8,05%)
Componența confesională a comunei Amărăștii de Sus
     Ortodocși (90,53%)
     Alte religii (1,1%)
     Necunoscută (8,37%)
Conform recensământului efectuat în 2021, populația comunei Amărăștii de Sus se ridică la 1.541 de locuitori, în scădere față de recensământul anterior din 2011, când fuseseră înregistrați 1.703 locuitori. Majoritatea locuitorilor sunt români (76,05%), cu o minoritate de romi (15,9%), iar pentru 8,05% nu se cunoaște apartenența etnică. Din punct de vedere confesional, majoritatea locuitorilor sunt ortodocși (90,53%), iar pentru 8,37% nu se cunoaște apartenența confesională.

## Politică și administrație
Comuna Amărăștii de Sus este administrată de un primar și un consiliu local compus din 11 consilieri. Primarul, Iulian Duță[*], de la Partidul Social Democrat, este în funcție din 1 noiembrie 2024. Începând cu alegerile locale din 2024, consiliul local are următoarea componență pe partide politice:
|  | Partid                    | Consilieri | Componența Consiliului | Componența Consiliului | Componența Consiliului | Componența Consiliului | Componența Consiliului | Componența Consiliului | Componența Consiliului | Componența Consiliului | Componența Consiliului |
|  | ------------------------- | ---------- | ---------------------- | ---------------------- | ---------------------- | ---------------------- | ---------------------- | ---------------------- | ---------------------- | ---------------------- | ---------------------- |
|  | Partidul Social Democrat  | 9          |                        |                        |                        |                        |                        |                        |                        |                        |                        |
|  | Partidul Național Liberal | 2          |                        |                        |                        |                        |                        |                        |                        |                        |                        |